# Karel III. Neapolský
Karel z Durazza, také zvaný Karel Malý (1345 Drač – 24. února 1386 Visegrád) byl v letech 1382 až 1386 neapolský král a titulární jeruzalémský král jako Karel III., a v letech 1385 až 1386 uherský král jako Karel II. V roce 1381 vytvořil rytířský Řád lodi. V roce 1383 se po smrti Jakuba z Baux stal achajským knížetem.

## Život
Narodil se v Drači jako syn Ludvíka z Durazza, pravnuk neapolského a sicilského krále Karla II. Roku 1360 vyvolal Karlův otec v Apulii povstání proti své sestřenici, neapolské královně Johaně I., byl však poražen a musel svého syna vydat Johaně jako rukojmí. O rok později byl Ludvík Johanou a jejím manželem zajat, uvězněn v Castel dell'Ovo a otráven. S Karlem naopak jeho teta zacházela poměrně laskavě. V únoru 1369 se Karel v Neapoli oženil se svou sestřenicí a vrstevnicí Markétou, dcerou Johaniny mladší sestry Marie Kalábrijské.
Karel se v této době sblížil se svým vzdálenějším příbuzným, uherským králem Ludvíkem I. Velikým, který ho ustanovil místodržícím v Dalmácii a propůjčil mu titul vévody.
Roku 1379 se královna Johana dopustila vážné politické chyby, když se přiklonila na stranu vzdoropapeže Klementa VII, poskytla mu útočiště a pomohla odejít do Avignonu. Papež Urban VI. za to Johanu exkomunikoval a z pozice lenního pána Neapolského království ji prohlásil za sesazenou ve prospěch Karla. Karel vtrhl do Itálie s vojskem složeným převážně z chorvatských a uherských žoldnéřů, roku 1381 porazil Johanu I., nechal ji uvěznit a následně zavraždit.
Na neapolský trůn vznesl nárok také vévoda Ludvík z Anjou, mladší bratr francouzského krále Karla V., vytáhl s vojskem do Itálie, ale zemřel dříve než mohlo dojít k rozhodujícímu střetu s Karlem. Karel se tak stal nezpochybnitelným neapolským králem, odmítl však respektovat lenní nároky papeže Urbana VI., svého někdejšího ochránce, v roce 1384 jej oblehl v Noceře a zřejmě inicioval neúspěšné spiknutí kardinálů proti Urbanovi. Tomu se však podařilo uprchnout do Janova, kde Karla exkomunikoval z církve.
Po smrti uherského krále Ludvíka Velikého část uherské a chorvatské šlechty nesouhlasila s nástupem Zikmunda Lucemburského na uherský trůn a nabídla korunu Karlovi. V prosinci 1385 Karel dorazil do Budína, kde sesadil z trůnu Marii Uherskou a 31. prosince téhož roku byl, navzdory své stále trvající exkomunikaci, ve Stoličném Bělehradě korunován svatoštěpánskou korunou.
Uherská královna-matka Alžběta Bosenská, vdova po Ludvíkovi Velikém a matka sesazené královny Marie, se však s touto situací nesmířila a připravila proti Karlovi spiknutí. Došlo k němu 7. února 1386, kdy byl Karel pod záminkou odevzdání listu od Zikmunda Lucemburského vylákán do Alžbětiných komnat. Zde na něj čekal královnin číšník Blažej Forgáč, vytasil krátký meč a sekl jím Karla do hlavy. Vzhledem k tomu, že byl Karel v této době pod exkomunikací, nejednalo se de iure o vraždu. Karel byl těžce zraněný a přišel o jedno oko, přesto ale dokázal uprchnout a přivolat své stoupence. Následující noci však byl zajat a odvezen na hrad Visegrád, kde buď zemřel na následky zranění nebo byl otráven, údajně pomocí obvazů napuštěných jedem. Blažej Forgáč byl poté královnou odměněn dědičnou držbou hradu Gýmeše a přilehlého panství, které se stalo základem rodové držby Forgáčů.